# Paekakariki

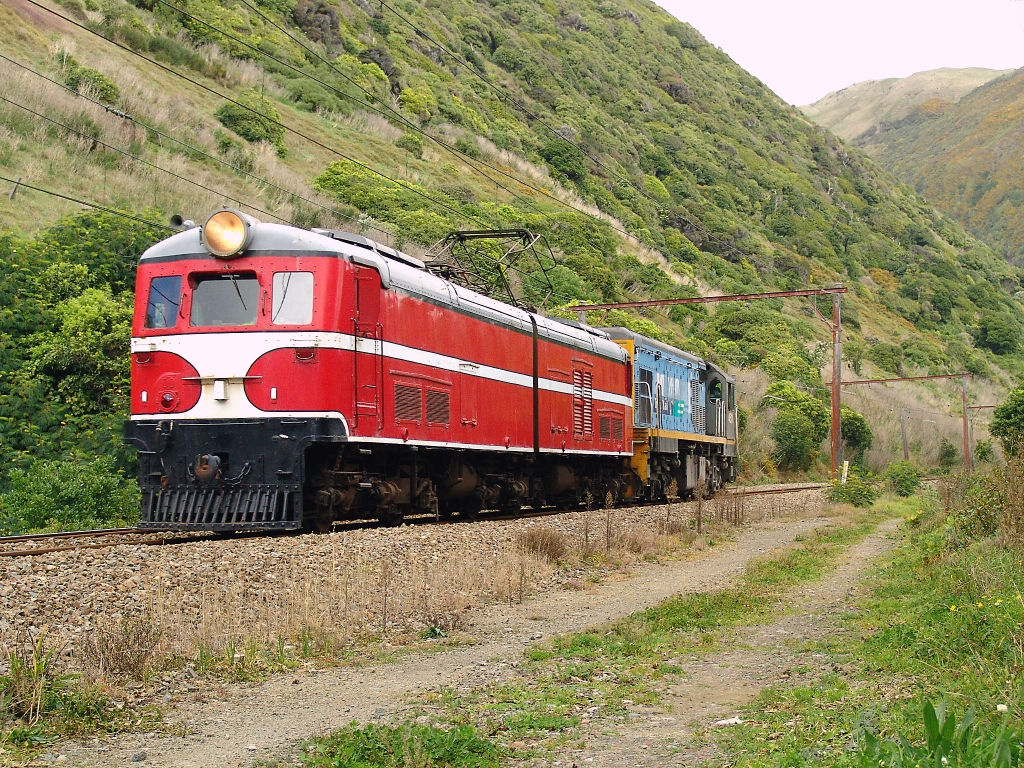
Zwei Lokomotiven, die EW 1805 mit einer DC 4611 nahe Paekakariki

Paekakariki ist ein Ort im Kapiti Coast District der Region Wellington auf der Nordinsel von Neuseeland.

## Namensherkunft
Der Name des Ortes bedeutet in der Sprache der Māori so viel wie „Sitzplatz des Kakariki“, einer einheimischen grünfarbigen Papageienart. Der Ortsname setzt sich dabei zusammen aus „Pae“ für Sitz und „kakariki“ für den Papagei.

## Geographie
Der Ort befindet sich rund 10 km südwestlich des Stadtzentrums von Paraparaumu und rund 18 km nordnordöstlich von Porirua direkt an der Küste der Kapiti Coast auf einem schmalen Küstenlandstreifen, der nach Osten hin vom Akatarawa Forest mit den bis zu 722 m hohen südwestlichen Ausläufern der Tararua Range begrenzt wird. Zwischen den Steilhängen der Berge und dem Ort verläuft der New Zealand State Highway 1, der Paekakariki auf direktem Wege mit Paraparaumu und Porirua verbindet. Der Bahnhof der Stadt liegt an der North Island Main Trunk Railway. Seit der Eröffnung des Vorortverkehrs von Wellington hält hier heute die als  Kapiti Coast Linie bezeichnete Verbindung.

## Geschichte
Vor der europäischen Besiedlung der Gegend, war die Region durch Kriegszüge verschiedener Māori-Stämme unsicheres Terrain. Ein Beteiligter der Auseinandersetzungen, der Māori-Krieger und Häuptling Te Rauparaha, ließ sich auf der nahegelegenen Insel Kapiti Island nieder. Sein Pā (Dorf) dort diente als sicherer Rückzugsort. Er starb 1849.
1849 wurde eine erste Straße von Porirua nach Paekakariki fertiggestellt, doch die Geschichte des Ortes ist eng mit dem Eisenbahnverkehr verbunden. 1886 stellte die Wellington and Manawatu Railway Company ihre Strecke von Wellington nach Longburn fertig und Paekakariki wurde ein wichtiger Zwischenstopp. Im Jahre 1908 wurde diese private Strecke in das nationale Streckennetz des New Zealand Railways Department integriert und wurde Teil des North Island Main Trunk Railway, der wichtigsten Strecke der Nordinsel. Wegen der wirtschaftlichen Probleme durch den Ersten Weltkrieg schaffte das New Zealand Railways Department 1917 die Speisewagen in den Zügen ab. Paekakariki wurde deshalb ein wichtiger Zwischenaufenthaltsort für die Versorgung der nach Norden fahrenden Passagiere und behielt diese Rolle bis in die 1960er Jahre, als erneut Speisewagen auf der Strecke eingesetzt wurden.
Das Eisenbahndepot verlor wegen der Elektrifizierung der Strecke an Bedeutung, heute sind nur noch Triebzüge der EM-Klasse hier stationiert. Das alte Dampflokdepot ist heute als „The Engine Shed“ Standort von Steam Incorporated, einer Organisation zur Bewahrung des Eisenbahn-Erbes. Der Paekakariki Station Precinct Trust verwaltet das Bahnhofsgelände einschließlich eines Museums und des Eisenbahndepots.
Im Zweiten Weltkrieg war Paekakariki ein wichtiger Stützpunkt des United States Marine Corps im Pazifikkrieg. Es gab drei Hauptlager innerhalb und in der Nähe des heutigen Queen Elizabeth Parks. Bis zu 20.000 Soldaten waren hier stationiert, bedeutend mehr als der Ort Einwohner hatte. Die Lager wurden als Trainingslager und Erholungslager für die im Pazifikraum eingesetzten Soldaten genutzt.
Das Hügelland um Paekakariki wurde zum Marschtraining und für Granatwerferübungen genutzt und die Küste für das Training von amphibischen Landungsoperationen. Im Juni 1943 geriet ein Landungsboot bei einer nächtlichen Übung in eine Welle, nach offiziellen Angaben ertranken neun Soldaten in der schweren Brandung, die Einheimischen gehen von mehr Opfern aus. Der Zwischenfall wurde damals wegen der Kriegszensur nicht veröffentlicht. Im Oktober 1943 wurden die Lager aufgegeben.
Mehrere Ortsbezeichnungen erinnern an die Kriegszeit, darunter die Tarawa Street, die einer der blutigsten Schlachten des Pazifikkrieges gedenkt.
Das geschichtsträchtige Paekakariki Hotel, der einzige Pub des Ortes, wurde 2005 abgerissen, um einem Wohnhaus zu weichen.

## Bevölkerung
Zum Zensus des Jahres 2013 zählte der Ort 1665 Einwohner, 4,1 % mehr als zur Volkszählung im Jahr 2006.

## Persönlichkeiten
- Leon Uris (1924–2003), US-amerikanischer Schriftsteller war hier als Marinesoldat stationiert und ließ seine Erlebnisse in seinem ersten Roman Battle Cry einfließen.
- Wayne Mason, neuseeländischer Popsänger.